# مقبل بن هادي الوادعي
مقبل بن هادي الوادعي (1352- 1422 هـ / 1933- 2001 م) عالم وداعية سلَفي يمني، يُعدُّ مجدد الدعوة السلفية في اليمن، أنشأ مدرسة علمية بقرية دماج في محافظة صَعْدة سمَّاها دار الحديث، يفد إليها الطلاب من أنحاء اليمن ومن بلدان أُخرى، وتخرَّج على يديه شيوخ أنشؤوا مدارسَ في عدد من مناطق اليمن.

## ولادته ونشأته
ولد في قرية دماج التابعة لمحافظة صعدة باليمن، ولم يؤرخ ميلاده على وجه التحديد لأنه نشأ في بيئة أمِّية ولكن يعتقد أنه ولد في حدود عام 1352هـ/ 1933 وقد نشأ يتيم الأبوين؛ مات أبوه وهو صغير، وماتت أمه قبل البلوغ.

### مذهبه
نشأ مقبل الوادعي في بيئة زيدية، ثم ترك الزيدية ثم انتمى إلى السنة وأخذ بالظاهر ونفي القياس، وذلك مند بداية طلبه «الحقيقي» للعلم.

## مواقفه

### الديمقراطية
كان يرى نظام الديمقراطية نظاماً غربياً لا يتفق مع الدين الإسلامي.

### المرأة
كان يشجع النساء على التعليم من غير اختلاط؛ كما كان يحثهنّ على التدريس والتأليف.

## مسيرته الدعوية

### طلبه للعلم
كانت بداية طلبه للعلم في قريته، وكانت مقتصرة على إجادة القراءة والكتابة وشيء من تلاوة القرآن، ثم رحل إلى السعودية للعمل وتأثر هناك بالواعظين، وأرشده أحدهم إلى كتاب فتح المجيد شرح كتاب التوحيد، ولما رجع إلى اليمن أخذ ينكر ما عليه أهل بلده من الأمور المخالفة للعقيدة مما استفاده من ذلك الكتاب، فثار عليه الناس فأرغم على الدراسة في مسجد الهادي بصعدة الذي يدرس المذهب الزيدي الهادوي، يقول الوادعي: لما رأيت الكتب المقررة شيعية معتزلية قررت الإقبال على النحو. ثم لما قامت الثورة في اليمن نزح إلى نجران وهناك التقى بشيخه مجد الدين المؤيدي ولازمه لفترة، ثم رحل إلى السعودية حيث درس هناك بمعهد الحرم المكي حتى أتم المرحلة الثانوية ثم بالجامعة الإسلامية فدرس بكلية الدعوة وأصول الدين انتظاماً، وبكلية الشريعة انتساباً، ثم واصل دراسته فيها حتى حصل على الماجستير في تخصص علم الحديث ثم أقبل على كتب السنة والتفسير وكتب الرجال ينهل منها ويستمد منها مؤلفاته القيمة.

### محنته
أثناء تحضير الوادعي للماجستير قبض عليه في السعودية بتهمة كتابة الرسائل لجهيمان العتيبي وسجن ثلاثة أشهر ثم رحل إلى اليمن. قال الوادعي في ترجمته: ولما وصلت إلى اليمن عدت إلى قريتي ومكثت بها أعلم الأطفال القرآن فما شعرت إلا بتكالب الدنيا علي، فكأني خرجت لخراب البلاد والدين والحكم، وأنا آنذاك لا أعرف مسؤولاً ولا شيخ قبيلة، فأقول: حسبي الله ونعم الوكيل، وإذا ضقت ذهبت إلى صنعاء أو إلى حاشد أو إلى ذمار، وهكذا إلى تعز وإب والحديدة دعوة وزيارة للإخوان في الله.

## تأسيسه دار الحديث
بعد ذلك تفرغ الوادعي للتدريس في مسجد بناه في بلدته دماج وبدأ الناس يتوافدون عليه، وكان أغلبهم من المصريين، وكان فيهم الإندونوسيون والعراقيون. ثم أنشأت إدارة المعاهد العلمية معهدًا في دماج وأوكلت إليه إدارة المعهد، ولكنه ما لبث أن احتدم الخلاف بينه وبين إدارة المعاهد بسبب خلاف في التوجهات، فترك المعهد ورجع إلى التدريس في المسجد، وتوافد الطلبة عليه حتى أصبح من أهم المراكز العلمية في العالم.

## مشايخه

### مشايخه باليمن
تتلمذ الشيخ مقبل على مشايخ عدة وفي مدارس متنوعة وفنون متفرعة، فمن مشايخه في اليمن أبو الحسين مجد الدين المؤيدي يقول عنه الوادعي: استفاد منه كثيراً في النحو في نجران، وإسماعيل حطبة، ومحمد بن حسن المتميز، ويحيى بن الحسن شويل، وثلاثتهم درس عليهم في مسجد الهادي بصعدة.

### مشايخه بمكة
1. محمد بن عبد الله الصومالي درس عنده سبعة أشهر أو أكثر واستفاد منه كثيرًا في علم الحديث ومعرفة رجال الشيخين، يقول عنه الوادعي: لعل أمثاله قليل في معرفة رجال الشيخين أو ليس له مثيل.
2. عبد الله بن محمد بن حميد درسه في «التحفة السنية» وكان يتعجب من إجابات الشيخ واعتراضاته، وكان يتوسع فتفرق الطلاب، فقال للشيخ: وأنت انصرف.
3. يحيى بن عثمان المدرس من مشايخه في الحرم المكي درس عنده في «صحيح البخاري» و«صحيح مسلم» و«تفسير ابن كثير».[14]
4. عبد العزيز بن راشد النجدي من مشايخه في الحرم المكي، يقول عنه الشيخ: كان له معرفة قوية بعلم الحديث، وينفر عن التقليد، وهو خريج الأزهر وكان متشددًا في التضعيف، حتى أنه ألف «تيسير الوحيين في الاقتصار على القرآن والصحيحين» وكان يقول: الصحيح الذي في غير الصحيحين يعد على الأصابع. قال الوادعي: فبقيت كلمته في ذهني منكرًا لها حتى عزمت على تأليف «الصحيح المسند مما ليس في الصحيحين» فازددت يقينًا ببطلان كلامه.
5. القاضي يحيى الأشول صاحب معمرة درسه في «سبل السلام».
6. عبد الرزاق الشاحذي المحويتي.
7. محمد بن عبد الله السبيل درس عنده في علم الفرائض.
8. عبد العزيز السبيل من مشايخه في معهد الحرم المكي.[14]

### مشايخه بالجامعة الإسلامية والمدينة
1. الشيخ عبد العزيز بن عبد الله بن باز كان يحضر دروسه في «صحيح مسلم» في الحرم المدني.
2. الشيخ محمد ناصر الدين الألباني رحل من الجامعة الإسلامية قبل أن يدخلها الوادعي إلا أنه كان يزور طلبة العلم في المدينة وينصحهم، وكان الشيخ يحضر جلساته الخاصة بطلبة العلم «قواعد في الحديث» لا العامة.
3. حماد بن محمد الأنصاري من مشايخه في الدراسات العليا.
4. محمد الأمين المصري (الدمشقي) استفاد منه في علم الحديث وهو من مشايخه في الدراسات العليا.
5. السيد محمد الحكيم المصري المدافع والمشرف على رسالة الماجستير درس عنده في «سبل السلام» وهو من مشايخه في كلية الدعوة.
6. محمود عبد الوهاب فايد من مشايخه في كلية الدعوة درسهم التفسير قال فيه الشيخ: قوي ومحقق.
7. بديع الدين الراشدي يقول الشيخ: كان يبغض التقليد.[14]
8. محمد تقي الدين الهلالي.
9. عبد المحسن العباد تتلمذ عليه بالأسئلة.
10. محمد الأمين الشنقيطي تتلمذ عليه بالأسئلة وعرض المشكلات يقول الشيخ: كان آية من آيات الله في الحفظ ما رأت عيني مثله يسرد الفوائد سردًا دون أن يتعتع وقد نصح الشيخ بحضور دروسه إلا أنه كان يؤثر العكوف على الكتب والقراءة الهادئة.
11. طه الزيني.
12. عبد العظيم فياض.[16]

يقول الشيخ: «على أن أكثر استفادتي من الكتب فليبلغ الشاهد الغائب».

## مؤلفاته
كتب الشيخ في فنون متشعبة، وأبواب متفرعة وإليك ما طبع منها:

### في التفسير
1. تحقيق وتخريج مجلدين من «تفسير ابن كثير» إلى سورة المائدة والباقي يقوم به الطلاب.
2. الصحيح المسند من أسباب النزول.

### في العقيدة
1. الشفاعة.
2. الجامع الصحيح في القدر.
3. الصحيح المسند من دلائل النبوة.
4. صعقة الزلزال لنسف أباطيل الرفض والاعتزال.
5. السيوف الباترة لإلحاد الشيوعية الكافرة.
6. رياض الجنة في الرد على أعداء السنة.
7. الطليعة في الرد على غلاة الشيعة.
8. بحث حول القبة المبنية على قبر رسول الله ﷺ.
9. الإلحاد الخميني في أرض الحرمين.
10. فتوى في الوحدة مع الشيوعيين.
11. إرشاد ذوي الفطن لإبعاد غلاة الروافض من اليمن، حاشية على الرسالة الوازعة للمعتدين ليحيى بن حمزة.
12. ردود أهل العلم على الطاعنين في حديث السحر.
13. المخرج من الفتنة.
14. هذه دعوتنا وعقيدتنا.
15. إيضاح المقال في أسباب الزلزال.

### في الحديث ومصطلحه
1. الصحيح المسند مما ليس في الصحيحين، في مجلدين صنعه على عينه صنع من طب لمن حب وقد رتبه ترتيباً فقهياً في ستة مجلدات سماه " الجامع الصحيح مما ليس في الصحيحين ".
2. تتبع أوهام الحاكم في المستدرك، التي لم ينبه عليها الذهبي في خمسة مجلدات مع المستدرك.
3. تحقيق ودراسة الإلزامات والتتبع للدارقطني.
4. تراجم رجال الحاكم الذين ليسوا من رجال تهذيب التهذيب، في مجلدين.
5. تراجم رجال الدارقطني الذين ليسوا في تهذيب التهذيب، ولا رجال الحاكم، وشاركه بعض تلامذته.
6. نشر الصحيفة في ذكر الصحيح من أقوال أئمة الجرح والتعديل في أبي حنيفة.
7. أحاديث معلة ظاهرها الصحة.
8. غارة الفصل في الرد على المعتدين على كتب العلل.

### في فقه السنة القائم على الأحاديث النبوية
1. الجامع الصحيح مما ليس في الصحيحين، نهج في ترتيبه وتبويبه منهج إمام هذه الصنعة الإمام البخاري في صحيحه-ستة مجلدات.
2. تحفة الشباب الرباني في الرد على الإمام محمد بن علي الشوكاني في شأن الاستمناء.
3. حكم تصوير ذوات الأرواح.

### الفتاوى والردود
1. غارة الأشرطة على أهل الجهل والسفسطة، في مجلدين.
2. قمع المعاند وزجر الحاقد الحاسد.
3. إجابة السائل عن أهم المسائل.
4. المصارعة.
5. الفواكه الجنية في المحاضرات والخطب السنية.
6. إقامة البرهان على ضلالات عبد الرحيم الطحان.
7. قرة العين بأجوبة العلابي وصاحب العدين.
8. ترجمة أبي عبد الرحمن مقبل بن هادي الوادعي.
9. الباعث على شرح الحوادث.
10. مقتل الشيخ جميل الرحمن الأفغاني.
11. فضائح ونصائح.
12. البركان لنسف جامعة الإيمان ومعه الرد على يوسف بن عبد الله القرضاوي.
13. رثاء الشيخ عبد العزيز بن باز.

## تلاميذه
تلاميذ الشيخ يعدَّون بالآلاف ذلك لأنه متفرغ للتدريس بدار الحديث التي أسسها بدماج وهؤلاء مجموعة من أبرز تلاميذه:
1. محمد بن عبد الوهاب الوصابي.
2. أبو الحسن المصري المأربي.
3. محمد بن عبد الله الإمام.
4. عبد العزيز البرعي.
5. يحيى بن علي الحجوري.
6. عبد الرحمن بن مرعي العدني.
7. مصطفى بن العدوي.
8. أسامة بن عبد اللطيف القوصي.
9. عبد الله بن عيسى أبو رواحة الموري.

## وصيته
هذا نص وصيته المنشور على موقعه: يقول الله سبحانه وتعالى: {كل نفس ذائقة الموت وإنما توفون أجوركم يوم القيامة فمن زحزح عن النار وأدخل الجنة فقد فاز وما الحياة الدنيا إلا متاع الغرور} ويقول سبحانه وتعالى: {أينما تكونوا يدرككم الموت ولو كنتم في بروج مشيدة}. ويقول سبحانه وتعالى: {قل لو كنتم في بيوتكم لبرز الذين كتب عليهم القتل إلى مضاجعهم} ويقول سبحانه وتعالى: {فإذا جاء أجلهم لا يستأخرون ساعة ولا يستقدمون}.
وروى الترمذي في جامعه بسند صحيح عن أبي عزَّة يسار عن النبيِّ ﷺ: إذا أراد الله قبض عبد بأرض جعل له إليها حاجة هذا الحديث كثيرًا ما أقرؤه على إخواننا في رحلاتنا فإنا لا نستغرب أن يغدر بنا الأعداء فإن دعوة واجهت الباطل متوقع أن يغدر بها أصحاب الباطل ولعله قد قدر الله أن أموت على فراشي وكنت أرغب أن يختم لي بالشهادة مع الدعوة الحمد لله على ما قدر الله على أنه قد قال غير واحد من العلماء أن الرد على أهل البدع بمنزلة الجهاد في سبيل الله بل أفضل من الجهاد في سبيل الله، ولكن أسأل لله أن يرزقني الإخلاص فيما بقي من العمر.
وبعد هذا فأوصي أقربائي جميعًا بالصبر والاحتساب وليعلموا أن الله لن يضيعهم وعليهم بما علَّم النبيُّ ﷺ أمَّ سلمة أن تقول: اللهم ابدلني زوجًا خيرًا من أبي سلمة.. الحديث. كما أني أوصي الأقرباء حفظهم الله ووفقهم لكل خير بأخينا الشيخ أحمد الوصابي خيرًا وألا يصدقوا فيه وأوصيهم بالشيخ الفاضل يحيى بن علي الحجوري خيرًا وألا يرضوا بنزوله عن الكرسي فهو ناصح أمين وكذا بسائر الطلاب الحراس الأفاضل وبقية الطلاب الغرباء فهم صابرون على أمور شديدة يعلمها الله من أجل طلب العلم فأحسنوا إليهم فإن الله سبحانه وتعالى يقول: {فبما رحمة من الله لنت لهم ولو كنت فظًا غليظ القلب لانفضوا من حولك} والغريب يتألم من أي كلمة لا سيما وبعضهم أتى من بلده متنعمًا فارفقوا بهم حفظكم الله. وإياكم أن تختلفوا دعوا الأمر في مسألة الطرد لأحمد الوصابي والشيخ يحيى والحراس. وأوصي قبيلتي وادعة أن يحافظوا على دار الحديث فإنه يعتبر عزًا لهم وقد قاموا بنصرة الدعوة في بدء أمرها فجزاهم الله.
وأوصي إخواني في الله أهل السنة بالإقبال على العلم النافع والصدق مع الله والإخلاص وإذا نزلت بهم نازلة اجتمع لها أولو الحل والعقد: كالشيخ محمد بن عبد الوهّاب والشيخ أبي الحسن المأربي والشيخ محمد الإمام والشيخ عبد العزيز البرعي والشيخ عبد الله بن عثمان والشيخ يحيى الحجوري والشيخ عبد الرحمن العدني، وأنصحهم أن يستشيروا في قضاياهم الشيخ الفاضل الواعظ الحكيم الشيخ محمد الصوملي فإني كنت أستشيره ويشير علي بالرشد.
وأطلب من جميع من ذكر ومن سائر أهل السنة المسامحة خصوصًا طلبة العلم بدماج فإني ربما آثرت بعض المجتهدين ولكن لا عن هوًى. واعلموا أني خرجت إلى اليمن لا أملك شيءًا فعلى هذا فالسيارات ومكائن الآبار لمصلحة طلبة العلم تحت نظر الشيخ أحمد الوصابي والشيخ يحيى الحجوري والأخوة الحراس ينفذ أمرهم إن لم يختلفوا. هذا وأسأل الله أن يثبتنا وإياكم بالقول الثابت في الحياة الدنيا والآخرة وأن يعيذنا وإياكم من فتنة المحيا والممات، إنه على كل شيء قدير.

## قالوا عنه
- قال الشيخ ربيع بن هادي المدخلي في كتابه بسير أسلافهم حفاظ الحديث السابقين واللاحقين: وقد عرفت هذا الرجل بالصدق والإخلاص والعفة والزهد في الدنيا والعقيدة الصحيحة والمنهج السلفي السليم والرجوع إلى الحق على يد الصغير والكبير. وقد بارك الله في دعوته فأقبل عليها الناس فله ولتلاميذه آثار كبيرة في شعب اليمن يشهد بذلك كل ذي عقل ودين وإنصاف. وقال أيضًا في نصيحته أهل اليمن بتاريخ 1/5/1422هـ: هذا ما نعزيكم به في حامل لواء السنة والتوحيد ذلكم الداعي إلى الله المجدد بحق في بلاد اليمن وامتدت آثار دعوته إلى أصقاع شتى من أصقاع الأرض. وأقول لكم ما أعتقده: إن بلادكم بعد القرون المفضلة عرفت السنة ومنهج السلف الصالح على تفاوت في الظهور والقوة ومع ذلك فلا أعرف نظيرًا لهذا العهد الذي من الله به عليكم وعلى أهل اليمن على يدي هذا الرجل الصالح المحدث الزاهد الورع الذي داس الدنيا وزخارفها تحت قدميه.
- الشيخ أحمد بن يحيى النجمي يقول في زيارته لدار الحديث بدماج: الحمد لله على قضاء الله وقدره ولا بد من الصبر فالناس كلهم إلى الموت ولكن من خلف مثل هذا لا يعتبر مات فإنه قد أسس وإنه قد أصلح وإنه قد دعا وإنه قد بذل جهدًا نغبطه عليه ونحسب أنه عند الله من فضلاء الأتقياء ومِن علية الأولياء نحسبه كذلك والله حسبنا جميعًا ولكنا نرى هذا نراه بأعيننا ونلمسه بحواسنا ونعرف أنه عمل خيرًا كثيرًا قل أن يصل إليه أحد وما هذه المراكز التي انبثقت في اليمن جميعًا إلا حسنة من حسناته إلا من بعض حسناته وكل أصحاب المراكز من تلاميذه وكلهم اقتدوا به.
- قال الشيخ الألباني: أما بالنسبة للشيخ مقبل فأهل مكة أدرى بشعابها والأخبار التي تأتينا منكم أكبر شهادة لكون الله قد وفقه توفيقًا ربما لا يعرف له مثيل بالنسبة لبعض الدعاة الظاهرين اليوم على وجه الأرض.[19]
- الشيخ عبد العزيز بن باز سأله سائل من أهل اليمن: أين يذهب ليطلب العلم فقال: اذهب إلى الشيخ مقبل.[20]
- الشيخ محمد بن صالح العثيمين نقل عنه الشيخ عبد الله بن عثمان الذماري أنه قال: إن الشيخ مقبلًا إمام إمام إمام.[21]
- الشيخ صالح بن فوزان قال عنه: اطلعت على محاضرة ألقاها فضيلة الشيخ مقبل بن هادي الوادعي في آخر حياته رحمه الله، فيها بيان الحق ورد الباطل واعتراف بالجميل للدولة السعودية فيما تقوم به من خدمة الإسلام والمسلمين، وهي شهادة حق من عالم جليل، فجزاه الله خيرَ الجزاء على ما قام به في اليمن وغيره من الدعوة إلى الله ونشر العلم النافع، وتصحيح العقيدة، والحث على التمسُّك بالسنَّة، نفع الله بجهوده وكتب له عظيم الأجر والثواب. [من تقديمه لرسالة "إتحاف الأمَّة بشرح براءة الذمَّة"]

## كتب في ترجمته
1. ترجمة أبي عبد الرحمن مقبل بن هادي الوادعي بقلم صاحب الترجمة - الطبعة الرابعة - دار الآثار صنعاء.
2. الشيخ مقبل ودار الحديث بدماج معمر بن عبد الجليل القدسي، دار الآثار - صنعاء.
3. الإبهاج بترجمة العلامة المحدث أبي عبد الرحمن مقبل بن هادي الوادعي ودار الحديث بدماج، بقلم أبي إبراهيم حميد بن قائد بن علي العتمي، دار شرقين صنعاء.
4. إعلام الأجيال بكلام الإمام الوادعي في الفرق والكتب والرجال، مجموعة، دار الآثار - صنعاء.
5. نبذة يسيرة من حياة أحد أعلام الجزيرة، أبوهمام الصومعي، مجالس الهدى - الجزائر.
6. نبذة مختصرة من حياة نصائح والدي العلامة مقبل بن هادي الوادعي وسيرته العطرة، أم عبد الله بنت الشيخ مقبل بن هادي الوادعي، دار الآثار - صنعاء.
7. البيان الحسن في ترجمة الإمام الوادعي وما أحياه من السنن، الشيخ عبد الحميد الزُّعكري - دار الإمام الشافعي - عدن.

## مرضه ووفاته
كانت بداية مرضه في ربيع الأول سنة 1421هـ، نقل فيه إلى صنعاء ثم إلى السعودية ثم إلى أمريكا، ثم رجع إلى السعودية لأداء الحج في تلك السنة، ثم لم يسمح له بدخول أمريكا فتم تحويله إلى ألمانيا وقد كانت حالته الصحية سيئة جدًا، ثم عاد إلى جدة بعد أن قرر الأطباء في ألمانيا أن لا أمل في علاجه، وتوفي بها في 30 ربيع الآخر 1422هـ الموافق 21 يوليو 2001 م، ودُفن في مقبرة العدل في مكة.

## الملاحظات
1. ↑  وقد ادعى عبد العزيز عبد الله الحميدي أن مقبلًا الوادعي كان زيديًّا عند 
أثناء دراسته المتوسطة في  معهد الحرم المكي، وبقي على ذلك حتى نهاية المرحلة الثانوية، حين تغيّر رأيه وأصبح منذئذٍ سلفياً، وقال «أما الآن فإن الشيخ ابن تيمية لم يترك للمخالفين مقالاً».[11]، ولكن هذا ينفيه مقبل الوادعي عن نفسه في عدة شواهد من كتبه وتسجيلاته، كما جمعت ذلك ابنته أم عبد الله في منشور باسم «نكارة قول الحميدي في وصف والدي أنه كان على المذهب الزيدي».[12]